# Куп пет нација 1949.
Куп пет нација 1949. (службени назив: 1949 Five Nations Championship) је било 55. издање овог најелитнијег репрезентативног рагби такмичења Старог континента. а 20. издање Купа пет нација.
Ирска је освојила овај турнир.

## Такмичење
Француска - Шкотска 0-8
Велс - Енглеска 9-3
Ирска - Француска 9-16
Шкотска - Велс 6-5
Ирска - Енглеска 14-5
Енглеска - Француска 8-3
Шкотска - Ирска 3-13
Велс - Ирска 0-5
Енглеска - Шкотска 19-3

## Табела
|   | Селекција                      | ИГ | Д | Н | И | ПД | ПП | ПР  | Б |  |
| - | ------------------------------ | -- | - | - | - | -- | -- | --- | - |  |
| 1 | Рагби репрезентација Ирске     | 4  | 3 | 0 | 1 | 41 | 24 | +17 | 6 |  |
| 2 | Рагби репрезентација Енглеске  | 4  | 2 | 0 | 2 | 35 | 29 | +6  | 4 |  |
| 2 | Рагби репрезентација Француске | 4  | 2 | 0 | 2 | 24 | 28 | -4  | 4 |  |
| 2 | Рагби репрезентација Шкотске   | 4  | 2 | 0 | 2 | 20 | 37 | -17 | 4 |  |
| 5 | Рагби репрезентација Велса     | 4  | 1 | 0 | 3 | 17 | 19 | -2  | 2 |  |